# パトリック・フリン
パトリック・フリン（Patrick J. Flynn、1894年12月17日 - 1969年1月15日）は、アメリカ合衆国の陸上競技選手である。彼は1920年に開催されたアントワープオリンピックに参加して、 3000メートル障害走で銀メダルを獲得した。

## 経歴
パトリック・フリンはアイルランドで生まれ、後にアメリカ合衆国に移民してきた。彼は長距離走の選手だったが、コーチに当たった人物は、長距離走よりも障害物競走への転向を勧めた。フリンはすぐに1919年のAAU選手権で2位に入り、転向の成果を見せた。
アントワープオリンピックの3000メートル障害走は、6つの国から16人の選手が出場して1920年8月18日と8月20日に実施された。18日の予選1組でフリンは10分36秒0の記録で1位となり、決勝へ進出した。
8月20日の決勝で、フリンは水濠の通過に失敗してしまい、イギリス代表のパーシー・ホッジに約100メートルの差をつけられてしまった。結局ホッジが当時のオリンピック新記録にあたる10分0秒4で優勝し、フリンは10分21秒1で2位に入り銀メダルを獲得することになった。
フリンはこのオリンピックで、他にクロスカントリー個人とクロスカントリー団体に出場しているが、いずれもメダル獲得はならなかった。
なお、フリンは1920年のAAU選手権で当時の国内新記録にあたる9分58秒2を記録して優勝している。

## オリンピックでの成績
| 年   | 大会                           | 場所                     | 種目                 | 結果 | 記録      |
| ---- | ------------------------------ | ------------------------ | -------------------- | ---- | --------- |
| 1920 | 1920年アントワープオリンピック | アントワープ（ベルギー） | 3000メートル障害走   | 2位  | 10分21秒1 |
| 1920 | アントワープオリンピック       | アントワープ（ベルギー） | クロスカントリー団体 | 4位  |           |
| 1920 | アントワープオリンピック       | アントワープ（ベルギー） | クロスカントリー個人 | 9位  | 28分12秒0 |